# أسيليزوماب
أسيليزوماب هو جسم مضاد وحيد النسيلة في طور التجارب بصفته دواء كبت مناعة ليستخدم للمرضى المصابين بإصابات شديدة.